# Райська долина (Гренландія)
60°17′ пн. ш. 44°30′ зх. д. / 60.29° пн. ш. 44.50° зх. д.

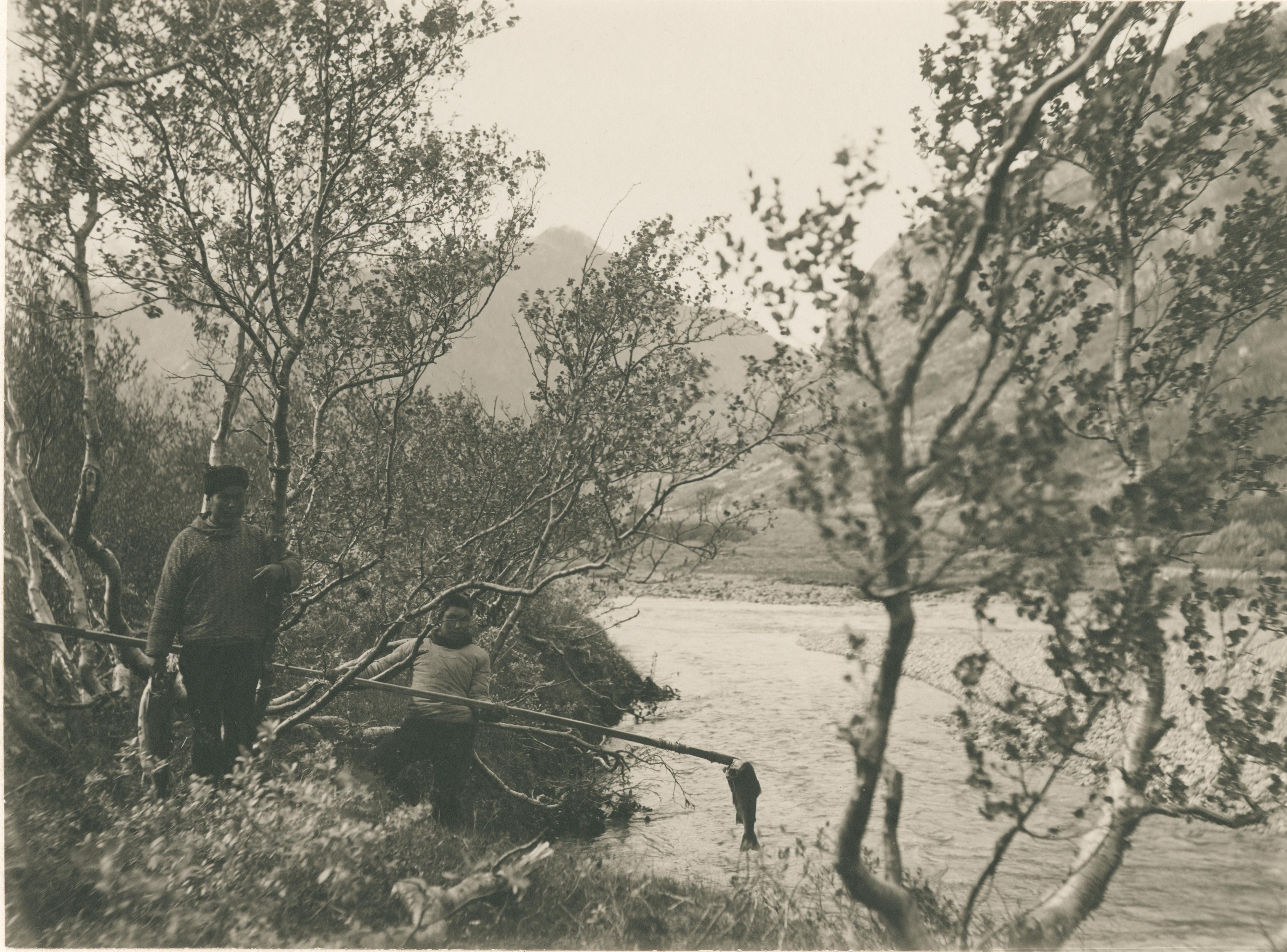
Дерева в «Райській долині» (1900)

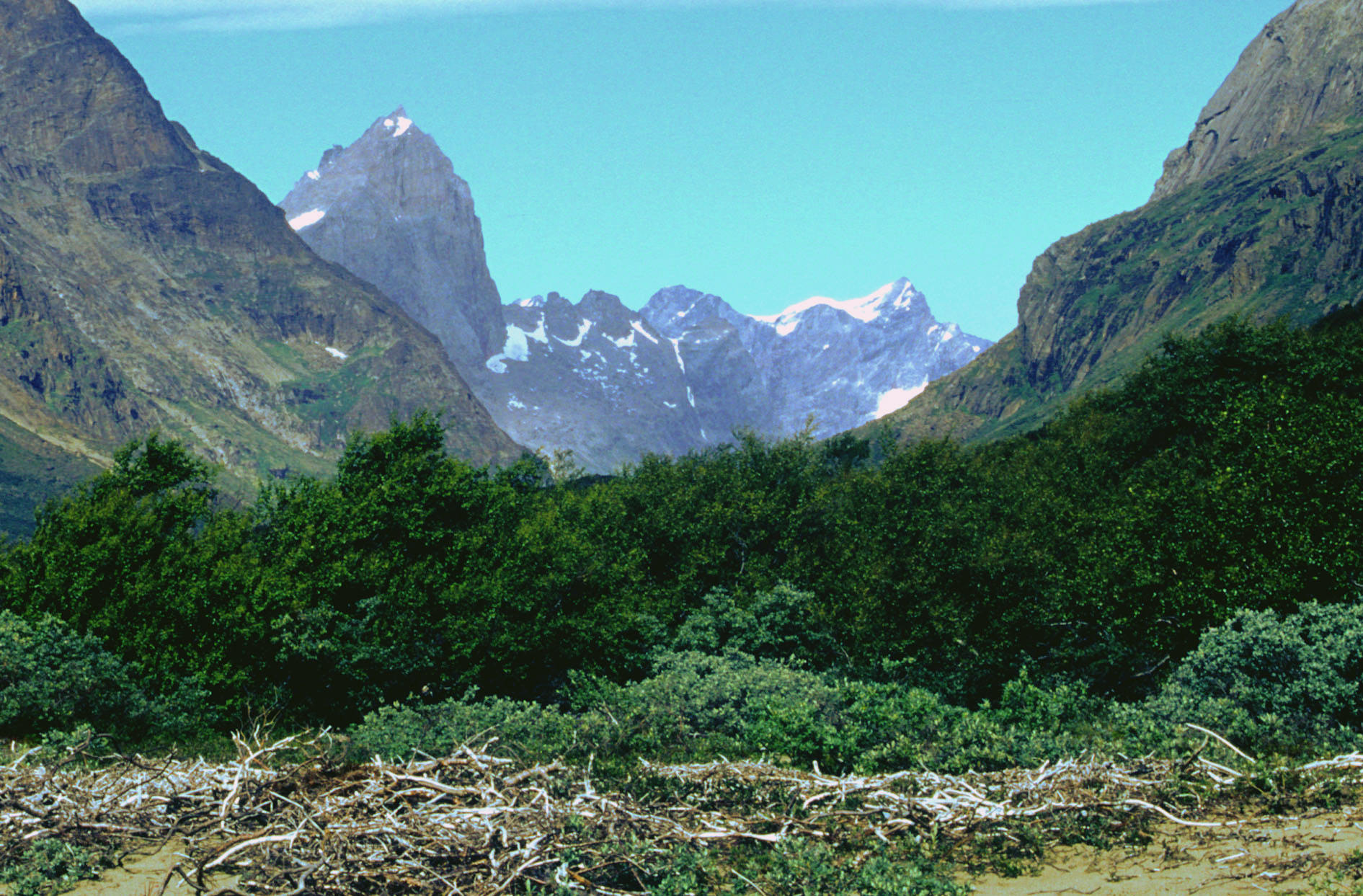
Вид на «Райську долину» (2008)

«Райська долина» (англ. Qinngua Valley, дан. Qinnquadalen) — єдина територія в Ґренландії, вкрита природним лісом дерев; захищена для збереження цього унікального середовища. Вхід сюди дозволений, але мисливство та інші види діяльності, які можуть завдати шкоди навколишньому середовищу — ні. Дерева (в основному Betula pubescens й Salix glauca) природно ростуть тільки в одній місцевості Ґренландії — у природному заповіднику «Райська долина». Деякі дерева тут сягають 6–8 метрової висоти. Тут також зростає Sorbus groenlandica, переважно як чагарник, але є також дерева, що сягають кількох метрів. Всього в долині росте понад 300 видів рослин. «Райська долина» є природоохоронною територією з 1930 року. У деяких місцях на півдні Ґренландії посаджені ліси, але тут від єдиний природний. «Райська долина» також є місцем проживання декількох видів твердокрилих.
Площа долини складає 600 га, вона розташована серед кострубатих снігових гір Південної Ґренландії, які заввишки до 1.6 км над рівнем долини. Щорічно сюди приїжджає пригорща туристів. Хоча Ґренландія розташована в арктичній кліматичній зоні, в деяких південних долинах далеко від моря є дещо менш жорсткий, субарктичний клімат. «Райська долина», можливо, має найм'якіший клімат. Вона лежить за 45–50 км від моря, а холодний вітер з величезних центральних льодовиків тут відчувається значно менше, ніж у будь-якому іншому місці. Літо тут тепліше, а клімат стабільніший, ніж поблизу моря.